# 1276.
◄ | 12. stoljeće | 13. stoljeće | 14. stoljeće | ►
◄ | 1240-ih | 1250-ih | 1260-ih | 1270-ih | 1280-ih | 1290-ih | 1300-ih | ►
◄◄ | ◄ | 1273. | 1274. | 1275. | 1276. | 1277. | 1278. | 1279. | ► | ►►
Arhitektura • Astronomija • Glazba • Knjige • Književnost • Kršćanstvo • Medicina • Pravo • Promet • Znanost

## Događaji
- Godina četvorice papa: Grgur X., Inocent V., Hadrijan V. i Ivan XXI.

## Smrti
- 27. srpnja: Jakov I. Aragonski (r. 1208.), kralj Aragona i Valencije, katalonski knez, grof Barcelone i Urgella, gospodar Montpelliera

## Vanjske poveznice
|  | Zajednički poslužitelj ima još gradiva o temi 1276. |